# Namjeju
Huyện Namjeju (Namjeju-gun; "Huyện Jeju Nam") là một huyện ở tỉnh Jeju, Hàn Quốc cho đến 1 tháng 7 năm 2006 khi nó sáp nhập với thành phố Seogwipo.

## Liên kết
- Trang chính phủ huyện Lưu trữ ngày 9 tháng 8 năm 2006 tại Wayback Machine